# Karen M. McManus
Karen M. McManus (14 de mayo de 1969) es una escritora estadounidense de literatura juvenil .
Es principalmente conocida por su primera novela, Alguien está mintiendo (One of Us Is Lying), que pasó más de 130 semanas en la lista de libros más vendidos del New York Times . Recibió una reseña destacada de Publishers Weekly . Alguien está mintiendo fue escogido por la NBC para un piloto y la adaptación televisiva se estrenó en Peacock en octubre de 2021. Su secuela, Alguien es el siguiente, recibió una reseña destacada de Publishers Weekly .Kirkus Reviews le dio a Alguien tiene un secreto una reseña destacada y lo nombró uno de los mejores libros de 2019.
McManus asistió al College of the Holy Cross, donde obtuvo una licenciatura en inglés y a la  Universidad del Nordeste, donde obtuvo una maestría en periodismo. Vive en Cambridge, Massachusetts .

## Obras
- Alguien está mintiendo (One of Us Is Lying) (Delacorte Press, 2017)[8][3][9][10]
- Alguien tiene un secreto (Delacorte Press, 2019)[7][11][12]
- Alguien es el siguiente (secuela de Alguien está mintiendo) (Delacorte Press, 2020)[13][14]
- Lazos de Sangre (Delacorte Press, 2020)[15][16]
- Tú serás mi muerte (noviembre de 2021)[17]
- Dime qué escondes (Random House, 30 de agosto de 2022)[18]
- Marple: continuación de Twelve New Stories autorizada para el colaborador de Miss Marple (14/04/2022)[19]